# ریچا گانگوپادیای
ریچا گانگوپادیای (به انگلیسی: Richa Gangopadhyay) (زاده ۲۰ مارس ۱۹۸۶) بازیگر، مدل هندی است.
از کارهای معروف او می‌توان به بازی در فیلم تند، ناگاوالی، آقا اینجاست، این چه توهمی است؟ و دعوا اشاره کرد.